# Dia de la llengua portuguesa

Mapa de la lusofonia.

El Dia de la Llengua Portuguesa en les Nacions Unides (portuguès: Dia da Língua Portuguesa nas Nações Unidas) és la commemoració del portuguès de les Nacions Unides anualment el 5 de maig, malgrat que la llengua en qüestió no hi és oficial.
Es va celebrar per primera vegada el 2009. Finalment, el 2019 el Departament d'Informació Pública de les Nacions Unides va reconèixer i aprovar de celebrar la diada el 5 de maig.